# Звёзды типа Лямбды Волопаса
Звёзды ти́па Ля́мбды Волопа́са — редкий тип пекулярных звёзд. Относятся к населению I, обычно имеют спектральный класс A (от поздних подклассов B до ранних F). Характеризуются слабыми линиями металлов, что указывает на недостаток тяжёлых элементов, и чрезвычайно медленным вращением. Составляют около 2 % объектов в своём диапазоне спектральных классов. На 2004 год было известно около 50 таких звёзд. У большинства из них наблюдается переменность типа δ Щита.
Содержание элементов, лежащих в окрестностях железного пика, в поверхностных слоях этих звёзд может быть на два порядка меньше обычного. В то же время содержание более лёгких элементов (C, N, O, S) примерно такое же, как на Солнце.
Звёзды типа Лямбды Волопаса могут быть звёздами до главной последовательности или звёздами главной последовательности, которые окружены газовым аккреционным диском, обеднённым атомами металлов.
Прототип класса, λ Boo, находится на расстоянии 97 световых лет от Земли в созвездии Волопаса. Она является звездой спектрального класса A0p с видимой звёздной величиной 4,18m и светимостью в 16 раз больше солнечной.